# Pavilon AVU
Pavilon Akademie výtvarných umění v Praze (AVU) se nachází na brněnském výstavišti jako jeden z místních nejstarších výstavních pavilonů. Funkcionalistická jednopatrová stavba od Josefa Gočára byla postavena v severní části výstaviště v blízkosti Kongresového centra (dříve Domu techniky). V současné době slouží jako budova obchodní komory na brněnském výstavišti. Je stavebně napojen na Pavilon UMPRUM. Vznikl pro potřebu prezentace Akademie výtvarných umění na výstavě soudobé kultury v Československu.
Pavilon má železobetonový skelet s částečně prosklenou střechou. Z jedné strany je zakončen půlkruhovým tvarem. Dvě podélné fasády pavilonu byly z obou stran rozčleněny do tří menších částí, kde byla umístěna výtvarná díla, ta se nacházela i v areálu okolo pavilonu. Zdivo objektu bylo bílé.
Pavilon je jednou ze dvou staveb, které vznikly v Brně podle návrhu Josefa Gočára; tou druhou je Jaruškův dům.